# Chloridops
Chloridops är ett fågelsläkte i familjen finkar inom ordningen tättingar. Släktet omfattar tre arter som tidigare förekom i Hawaiiöarna men som alla är utdöda, två sedan länge:
- Konafink (Chloridops kona) – utdöd sedan 1894
- Wahifink (Chloridops wahi) – endast känd från fossil, dog ut under holocen
- Kingkongfink (Chloridops regiskongi) – endast känd från fossil, dog ut under holocen